# Ferran (métro de Barcelone)
Pour les articles homonymes, voir Ferran (homonymie).
Ferran (en espagnol Fernando) est une station fantôme du métro de Barcelone, située sur l'actuelle ligne 3, et est à ce jour détruite.

## Situation sur le réseau
La station est située sous La Rambla, sur le territoire de la commune de Barcelone, dans le district de la Vieille ville. Elle est située entre les stations actuelles Drassanes et Liceu.

## Histoire
La station est ouverte au public en 1946, comme terminus de la ligne I du Grand métro de Barcelone depuis Liceu. Le 1er mars 1968, la station est fermée au public lors du prolongement de l'actuelle ligne 3 vers Drassanes,.